# Speyeria edwardsii
Speyeria edwardsii là một loài bướm ngày thuộc họ Nymphalidae of North America. It is common from Alberta phía tây đến Manitoba và phía nam as far as miền bắc New Mexico.
```
Wingspan ranges from 
60–86
 
mm (2,4–3,4
 
in)
.
[
3
]
```

Larva feed on Viola nuttallii.

## Similar Species
- Great Spangled Fritillary – S. cybele
- Callippe Fritillary – S. callippe